# Lycianthes grandifrons
Lycianthes grandifrons är en potatisväxtart som beskrevs av Friedrich August Georg Bitter. Lycianthes grandifrons ingår i Himmelsögonsläktet som ingår i familjen potatisväxter. Inga underarter finns listade i Catalogue of Life.